# Strażnica WOP Lipnica Wielka
Strażnica WOP Winiarczykówka/Lipnica Wielka – podstawowy pododdział graniczny Wojsk Ochrony Pogranicza pełniący służbę ochronną na granicy polsko-czechosłowackiej.

## Formowanie i zmiany organizacyjne
Strażnica została sformowana w 1945 w strukturze 42 komendy odcinka jako 192 strażnica WOP (Winiarczykówka) o stanie 56 żołnierzy. Kierownictwo strażnicy stanowili: komendant strażnicy, zastępca komendanta do spraw polityczno-wychowawczych i zastępca do spraw zwiadu. Strażnica składała się z dwóch drużyn strzeleckich, drużyny fizylierów, drużyny łączności i gospodarczej. Etat przewidywał także instruktora do tresury psów służbowych oraz instruktora sanitarnego.
W związku z reorganizacją oddziałów WOP w 1948, strażnica podporządkowana została dowódcy 55 batalionu OP.
Od 15 marca 1954 wprowadzono nową numerację strażnic, a strażnica WOP Lipnica Wielka I kategorii otrzymała nr 197. 
W 1956 rozpoczęto numerowanie strażnic na poziomie brygady. Strażnica I kategorii Lipnica Wielka była 11. w 3 Brygadzie Wojsk Ochrony Pogranicza.
W 1963 przeniesiono strażnicę III kategorii Lipnica Wielka do kategorii IV. Rozformowano też strażnicę WOP Przywarówka, a jej odcinek przekazano do ochrony strażnicy WOP Lipnica Wielka.
W 1964 rozformowano strażnice Lipnica Wielka, a jej zadania przejęła nowo powstała placówka WOP Lipnica Wielka
---
W wyniku realizacji kolejnego etapu zmian organizacyjnych w Straży Granicznej w 2002, strażnica uzyskała status strażnicy SG I kategorii.

## Ochrona granicy
W 1960 11 strażnica WOP Lipnica Wielka III kategorii ochraniała odcinek granicy państwowej o długości 12 150 m od znaku granicznego (wł.) III/42 do zn. gr. III/62 (wył.).
Na ochranianym odcinku funkcjonowało przejście graniczne małego ruchu granicznego obsługiwanie przez załogę strażnicy:
- Winiarczykówka - Bobrov

Strażnice sąsiednie:
- strażnica WOP Chyżne ⇔ strażnica WOP Przywarówka – 1957
- 191 strażnica WOP Chyżne ⇔ 193 strażnica WOP Przywarówka do 1963
- Strażnica WOP Chyżne ⇔ Strażnica WOP Zawoja od 1964 r. do 15.05.1991

## Dowódcy strażnicy
- sierż. Józef Rudy (2 poł. lat 40.)[8]
- chor. Stanisław Siwek (1952-?)